# 钮扣人
《钮扣人》（英語：The Button Man）是一部於2008年在台湾上映的电影，由钱人豪自导自演，吴镇宇、关颖等领街主演，该片主要讲述为黑社会处理尸体的人，阿伟的故事。

## 内容简介
有一个人叫阿伟，他的职业是帮助黑社会处理尸体，经常昏昏沉沉，并且他还有一个经常在黑市贩卖死者器官的医生朋友，以及一个恋人。
而后，因为医生贩卖了黑社会高层人员家属的器官被发现而被黑社会灭口。
其后，黑社会便给了阿伟一个徒弟，并让徒弟和他一起办事。
但是阿伟的恋人和他的徒弟却相恋了，并且在这之后，由于他为了给一个被黑社会杀死的妓女报仇，于是他设计杀死了这个黑社会。
而接着，他就收到了黑社会老大的新命令，不过这次不是处理尸体……

## 演員陣容
- 吴镇宇
- 关颖
- 戴立忍
- 謝承均
- 李蒨蓉[4]
- 黄阅
- 刘前程

## 外部連結
- 豆瓣链接 （页面存档备份，存于）
- 互联网电影数据库（IMDb）上《钮扣人》的资料（英文）
- 相关介绍